# Karnevál (album)
A Karnevál a Neoton Família 1984-es nagylemeze, mely Japánban Adam & Eve címmel jelent meg. 2006-ban CD-n is kiadták.

## Megjelenések
| Ország       | Formátum | Sorszám    | Kiadó  | Év   |
| ------------ | -------- | ---------- | ------ | ---- |
| Magyarország | LP       | SLPM 17855 | Pepita | 1984 |
| Magyarország | MC       | MK 17855   | Pepita | 1984 |
| Magyarország | CD       | HCD 17855  | Pepita | 2006 |

- Hétvégi motorozás (Pásztor-Jakab-Hatvani)
- Karnevál (Végvári-Hatvani)
- Volt egy lány (Pásztor-Jakab-Hatvani)
- Senorita Rita (Pásztor-Jakab-Hatvani)
- Látomás (Pásztor-Jakab-Hatvani)
- Na-na, nagyfiú (Pásztor-Jakab-Hatvani)
- Gimi Love (Pásztor-Jakab-Hatvani)
- Égi vándor (Bardóczi-Baracs-Csepregi)
- Jó, hogy lány vagyok (Pásztor-Jakab-Hatvani)
- Nem az utolsó tánc (Pásztor-Jakab-Hatvani)

## Közreműködők
- Baracs János – ének, basszusgitár
- Bardóczi Gyula – ütőhangszerek
- Csepregi Éva – ének
- Jakab György – ének, billentyűs hangszerek
- Juhász Mari – ének
- Lukács Erzsébet – ének
- Pásztor László – gitár, ének
- Végvári Ádám – gitár, ének
- Dobó Ferenc – hangmérnök, computer programok, zenei rendező